# Marcos Miranda
Marcos Miranda, nome artístico de Vaine Geisler Dutra (Bagé, 20 de dezembro de 1936 — Rio de Janeiro, 7 de outubro de 1988), foi um ator e dublador brasileiro.

## Biografia
Nascido em 1936 em Bagé, filho do militar Otaviano Menezes Dutra e Áurea Geisler Dutra,[carece de fontes?] Marcos foi batizado "Vaine", uma adaptação do nome do ator americano John Wayne,[carece de fontes?] o qual ele viria a dublar no filme Rastros de Ódio.[carece de fontes?]
Marcos morreu aos 51 anos em 7 de outubro de 1988, vítima de parada cardíaca, em sua casa, enquanto dormia.[carece de fontes?] Era também pai de uma menina, Patrícia Bedingfield Dutra.[carece de fontes?]

## Lista de trabalhos

### Televisão
- Funga-Funga em Vila Sésamo
- A Indomável
- A Pequena Karen
- As Professorinhas

### Dublagem
- Mentor em He-Man e os Defensores do Universo[carece de fontes?]
- Vincent Van Doido em Os 13 Fantasmas do Scooby-Doo
- Rhett Butler (Clark Gable) - ...E o Vento Levou
- Arthur Lestrange (William Daniels) - A Lagoa Azul (1ª dublagem)
- Zarm (1ª dublagem) em Capitão Planeta
- Ethan Edwards (John Wayne) em Rastros de Ódio[2]
- Martin Klove (John Kreese) - Karatê Kid - A Hora da Verdade Karatê Kid e sua imortal dublagem, página visitada em 08 de março de 2016.</ref>
- Doutor Terror em Os Centurions
- Kup em Transformers - o filme
- Grimlock (primeira dublagem), Swoop, Shockwave (1ª dublagem), Galvatron, Swindle e Brutius em Transformers
- Duke em As Aventuras de Puppy e a Cachorrada do Barulho (1ª dublagem)
- Jeff Hunt em Mulher Aranha
- Ethan Edwards (John Wayne) - Rastros de Ódio
- Capitão James Kirk (William Shatner) - Jornada nas Estrelas: O Filme, Jornada nas Estrelas II: A Ira de Khan e Jornada nas Estrelas III: À Procura de Spock
- T.J. Hooker em Carro Comando
- Genghis Rex em Dinosaucers
- Trapaceiro em SilverHawks
- Agente Larabee em Agente 86
- Conroy/Rato em Patrulha Estelar
- Capitão Clarence Oveur (Peter Graves) - Apertem os Cintos...o Piloto Sumiu!
- Oficial do Calvário (Ido Pial) - Ben-Hur
- Comissário da Polícia (Stephen Eliott) - Desejo de Matar
- Coronel Kramer (Anton Diffring) - O Desafio das Águias
- Pai (Dennis Hopper) - O Selvagem da Motocicleta
- Draco em Voltes V
- Philo Beddoe (Clint Eastwood) - Doido para Brigar...Louco Para Amar
- Shaw Moore (John Lithgow) - Footloose - Ritmo Louco e John Valentine - No Limite da Realidade
- Capitão Harper (Antonio Molino Rojo) - Três Homens em Conflito
- Frank Sinatra em Era Uma Vez em Holywood, Coronel Joseph L. Von Ryan - O expresso de Von Ryan e Tony Rome - Tony Rome
- Roat (Alan Arkin) - Um Clarão nas Trevas e Sigmund Freud - Visões de Sherlock Holmes
- Murrey Futterman (Dick Miller) - Gremlins
- Thorn (Charlton Heston) - No mundo de 2020
- Bernard Lawrence (Tony Curtis) - Boeing Boeing e Antoninus - Spartacus
- Joe Patroni (George Kennedy) - Aeroporto 75 (1ª dublagem) e Sam Cornelius - Horizonte Perdido (1973)
- Larry Todd (Dean Martin) - Morrendo de medo, Bob Miles - O Meninão, Sr. Slim Mosley/Slim Mosley Jr. - O Rei do Laço e Steve Wiley - Ou Vai ou Racha
- Sargento Oddball (Donald Sutherland) - Os Guerreiros Pilantras
- John Russel (Paul Newman) - O Homem
- Igor Bounin (Frank Finlay) - As Sandálias do Pescador
- James Lee Bartlow (Dick Powell) - Assim Estava Escrito
- Super-Homem em Superamigos (sendo um de 4 dubladores para o personagem)
- Henrique Mitchell (Henry Mitchell, no original) (pai do Dennis) em Dennis, o Pimentinha (devido o seu falecimento substituido por José Santanna).
- Kris Kristofferson em Comboio.
- Detetive Rudolph "Rudy" Junkins (Harry Dean Stanton) em Christine, O Carro Assassino.
- Sargento Hooker em Carro Comando (os dois últimos, trabalhos interpretados por William Shatner)
- Don Vito Corleone (Robert de Niro) no clássico O Poderoso Chefão: Parte II (dublagem clássica)
- Presidente dos EUA no filme Superman II.
- Thunderlips no filme Rocky III, o desafio supremo (dublagem clássica)
- Coringa em Batman e Robin dos anos 1960
- Cyrus no filme the Warriors
- Leslie Barbara no filme Loucademia de Polícia
- Kirk Douglas no filme Cactus Jack, o vilão.
- Ludwig Kessler (Clifford Rose) na série da BBC Os Caminhos da Liberdade (Secret Army)
- Jacob Wells (Roy Dotrice) de A Bela e a Fera de 1991.[3]
- Personagens diversos / secundários no seriado japonês Spectreman[4][5][6]

### Filmes
- As Cangaceiras Eróticas - 1974
- O Vigilante Rodoviário - 1962
- Águias em Patrulha - 1969
- Desejo Proibido - 1973
- O Outro Lado do Crime - 1978
- O Bem Dotado - O Homem de Itu - 1978
- O Beijo no Asfalto - 1981
- Rodeio de Bravos - 1982